# Гринячка
Гриня́чка — село в Україні, у Клішковецькій громаді Дністровського району Чернівецької області. Населення становить 160 осіб.

## Населення

### Мова
Розподіл населення за рідною мовою за даними перепису 2001 року:
| Мова       | Кількість | Відсоток |
| ---------- | --------- | -------- |
| українська | 156       | 97.5%    |
| російська  | 4         | 2.5%     |
| Усього     | 160       | 100%     |

## Пам'ятки природи
На північний захід від села розташований Гриняцький водоспад (Шумило), а також ландшафтний заказник «Гриняцька стінка-1» і (в межах села) пам'ятка природи Печера «Пресподня». На південь від села розташоване заповідне урочище «Реліктова бучина», на схід від села — заповідне урочище «Ділянка пралісу».